# Volo JetBlue Airways 292
Il volo JetBlue Airways 292 era un volo di linea dall'aeroporto Bob Hope di Burbank, California, all'aeroporto Internazionale John F. Kennedy di New York. Nel pomeriggio del 21 settembre 2005, alle 18:20 ora locale, l'Airbus A320 che operava il volo fu costretto a un atterraggio di emergenza presso l'aeroporto Internazionale di Los Angeles per via di un guasto al carrello d'atterraggio. Nessuna fra le 146 persone a bordo rimase ferita.

## L'aereo
L'aereo coinvolto nell'incidente era un Airbus A320-232, immatricolato negli Stati Uniti N536JB e nominato dalla JetBlue "Canyon Blue".

## L'incidente
Con a bordo 140 passeggeri e sei membri dell'equipaggio, l'Airbus A320-232 partì da Burbank alle 15:17 PDT (UTC-7). Era previsto che volasse per 3.967 km fino all'aeroporto internazionale John F. Kennedy di New York.
Dopo il decollo, i piloti si resero conto di aver problemi nella retrazione del carrello di atterraggio. Sorvolarono l'Aeroporto di Long Beach-Daugherty, dove si trovava un hub di JetBlue, per consentire ai funzionari nella torre di controllo di valutare il danno al carrello prima di tentare un atterraggio. Venne riscontrato che la ruota anteriore era ruotata di novanta gradi a sinistra, perpendicolare alla direzione della fusoliera.
Invece di atterrare all'aeroporto di Long Beach, i piloti decisero di atterrare all'aeroporto internazionale di Los Angeles, al fine di sfruttare le sue lunghe e ampie piste e le moderne attrezzature di sicurezza.
I piloti portarono l'aereo, che può trasportare fino a 21260 kg di carburante, in una rotta a otto tra l'aeroporto Bob Hope di Burbank e l'aeroporto di Los Angeles per più di due ore, al fine di bruciare carburante e ridurre il rischio di incendio all'atterraggio. Ciò contribuì anche ad alleggerire l'aereo, riducendo il potenziale stress sul carrello di atterraggio e riducendo drasticamente anche la velocità. L'Airbus A320 non ha la capacità meccanica di scaricare carburante, nonostante varie agenzie di stampa riferiscano che l'aereo lo stava facendo sull'oceano.
Poiché gli aerei di JetBlue sono equipaggiati con la televisione satellitare DirecTV, i passeggeri furono in grado di vedere le notizie in tempo reale sul loro volo mentre l'aereo circolava sul Pacifico. Il sistema video in volo è stato spento "ben prima dell'atterraggio". L'attrice Taryn Manning era in viaggio verso New York per promuovere il film Hustle & Flow. Anche lo sceneggiatore Zach Dean era sull'aereo e, mentre contemplava la sua mortalità, decise di scriverne una sceneggiatura al riguardo (che alla fine divenne il film Deadfall).
I servizi di emergenza e le autopompe antincendio si trovavano vicini alla pista all'aeroporto, attendendo l'atterraggio. Sebbene fossero disponibili camion contenenti schiuma, non furono utilizzati. La FAA degli Stati Uniti non raccomanda più piste cosparse di tale sostanza, principalmente a causa del fatto che impoverirebbe gli approvvigionamenti che potrebbero essere successivamente necessari per rispondere a un incendio; è anche difficile determinare esattamente dove debba essere "schiumata" una pista e tale processo potrebbe anche ridurre l'efficacia dei freni dell'aeromobile, causandone potenzialmente lo scivolamento.
Lou Roupoli, capo del battaglione dei vigili del fuoco di Los Angeles, ha dichiarato: "Il pilota ha fatto un lavoro eccezionale. Ha mantenuto l'aereo sulle ruote posteriori il più a lungo possibile prima di abbassare quelle del carrello anteriore." Quando anche questo toccò terra, fiamme e scintille avvolsero gli pneumatici, ma non ci fu nessun danno apparente al resto dell'aereo. Alle 18:20 PDT (UTC-7), l'aeromobile si fermò molto vicino alla fine della pista 25L, lunga 11 096 piedi (3 382 m). Nel tentativo di tenere il carrello anteriore lontano da terra il più a lungo possibile, gli inversori di spinta non furono utilizzati per rallentare il velivolo. I piloti utilizzarono quindi una porzione molto più ampia di pista rispetto a un tipico atterraggio, fermandosi a 300 metri prima della fine. La decisione dei piloti di deviare da Long Beach, dove la più lunga è di 10 000 piedi (3 000 m), evitò quindi che l'Airbus uscisse di pista provocando ingenti danni e possibili feriti.

## Conseguenze
I passeggeri iniziarono a sbarcare meno di sette minuti dopo. Nell'atterraggio nessuno rimase ferito. L'aeromobile fu evacuato utilizzando scale aeree, al contrario degli scivoli imposti nelle procedure di evacuazione, utilizzate in una situazione di emergenza.
Poiché all'epoca JetBlue non operava a quell'aeroporto, l'aereo fu portato in un hangar della Continental Airlines per una valutazione.
L'opinione degli esperti ha espresso che, nonostante il dramma e la copertura in diretta in tutto il mondo, c'erano pochi reali pericoli per i passeggeri o l'equipaggio del volo 292. L'A320, come tutti i moderni aerei di linea, è progettato per tollerare alcuni guasti e, se necessario, può atterrare anche senza il carrello di atterraggio anteriore.
I media hanno riferito che questa è almeno la settima volta in cui un aereo della famiglia degli Airbus A320 atterra con il carrello di atterraggio bloccato a novanta gradi rispetto alla posizione originale, e uno di almeno 67 "guasti al carrello anteriore" su A319, A320 e A321 in tutto il mondo dal 1989. Incidenti precedenti includono un altro volo di JetBlue diretto a New York City, un volo di United Airlines per Chicago e un volo di America West Airlines per Columbus, Ohio. Mentre alcuni incidenti sono stati ricondotti a manutenzione inadeguata e negati come difetto di progettazione da Airbus Industries, il produttore aveva emesso avvisi di manutenzione per i proprietari di A320, successivamente inclusi in direttive di aeronavigabilità emesse dalle autorità aeronautiche americane e francesi. Messier-Dowty, produttore di parti per il carrello anteriore dell'A320, nel 2004 ha dichiarato, in una relazione dell'NTSB, che parte dell'ingranaggio era stato riprogettato per prevenire problemi futuri, ma al momento era in attesa di approvazione.
Il rapporto dell'NTSB afferma che bulloni usurati sono responsabili del malfunzionamento, e che il sistema BSCU, Brake Steering Control Unit, ha contribuito al verificarsi dell'incidente. L'NTSB ha riferito che da allora Airbus ha aggiornato il sistema per risolvere il problema.
In seguito all'incidente, l'aereo fu riparato e rimesso in servizio ancora con il nome di "Canyon Blue". Il numero di volo per la tratta Burbank-New York è stato modificato da 292 a 358 (359 per la direzione opposta).